# Loxosomella bilocata
Loxosomella bilocata är en bägardjursart som beskrevs av Nielsen 1966. Loxosomella bilocata ingår i släktet Loxosomella och familjen Loxosomatidae. Inga underarter finns listade i Catalogue of Life.